# Europees baccalaureaat
Het Europese baccalaureaat is het onderwijsdiploma dat behaald wordt als men afstudeert aan het einde van het 7de jaar op een Europese School. Het diploma is erkend in heel Europa. Wie het behaalt heeft toegang tot alle universiteiten in de Europese Unie. De voertaal van de lessen is in principe de moedertaal van de leerling.
Het studieniveau van het Europese baccalaureaat is vergelijkbaar met dat van het ASO (België) of vwo (Nederland).